# Michael Garmash
Michael Garmash nació en 1969 in Lugansk – Ucrania y es un pintor de tendencia impresionista romántico tanto de cuadros como vitrales

## Reseña histórica
Michael Garmash se inicia en el arte de pintar a la edad de tres años ya los seis comienza su educación formal en el Centro de Creative Youth Lugansk. Para el año de 1987, se graduó valedictorian de la Universidad Estatal de Bellas Artes Lugansk y donde continuara en la función de docente de arte. Prosteriormente se gradúa en la Academia de San Petersburgo de las Artes. Michael Garmash ha expuesto sus obras en galerías de Ucrania Rusia, Suecia, Bélgica, Finlandia y Francia. Michael está casado con Inessa Kitaichik también pintora de tendencia impresionista romántica. Del matrimonio Garmash nace su hija Polina quien ha sido la modelo de muchas de sus obras.
Su obra pictórica se centra en los cánones de clásico impresionismo con colores vivos y predominio del juego de luz entre sus temas favoritos esta los retratos femeninos y personajes en exteriores ampliamente iluminados algunos críticos y coleccionas de arte suelen sugerir semejanzas en tus tema y cuadros y los cuadros de Joaquín Sorolla.